# Parage (médecine)
Pour les articles homonymes, voir Parage.

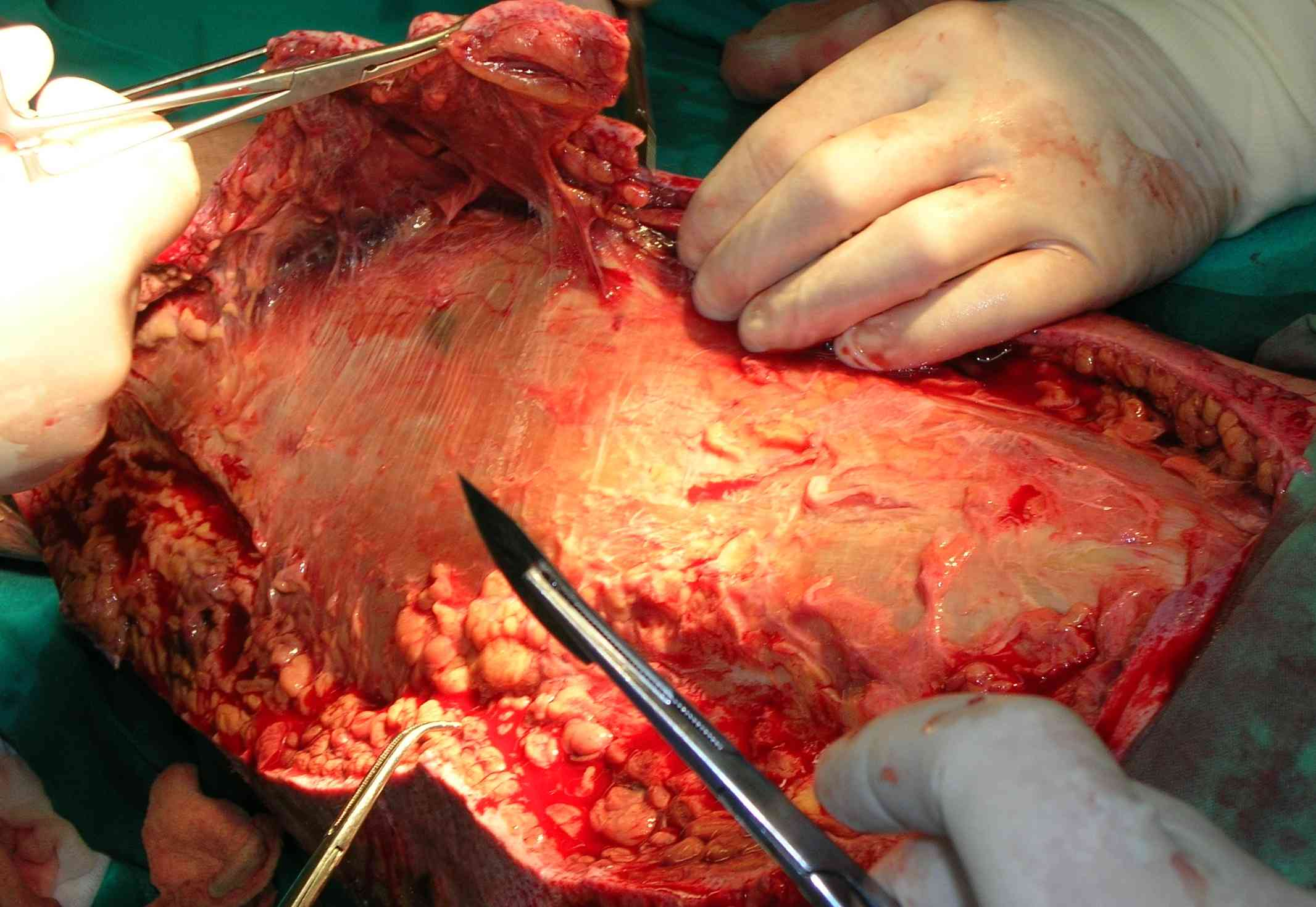
Parage de la plaie d'une jambe atteinte d'une fasciite nécrosante.

Le parage, ou débridement, est une intervention médicale consistant à retirer les tissus morts, endommagés ou infectés d'une plaie, afin de favoriser la cicatrisation des tissus sains. Cette pratique est couramment utilisée dans le traitement des plaies chroniques, des brûlures et des ulcères, car la présence de tissu nécrotique peut nuire à la guérison et augmenter le risque d'infection.
Le parage répond à plusieurs objectifs principaux : réduire la charge bactérienne en éliminant les tissus non viables, créer un environnement favorable à la réparation des tissus et, lorsque possible, améliorer les résultats esthétiques et fonctionnels de la cicatrisation. Il existe plusieurs types de parage adaptés aux caractéristiques des plaies et aux besoins du patient. Le parage chirurgical consiste à enlever les tissus endommagés à l’aide de ciseaux ou de scalpels ; le parage mécanique utilise des techniques abrasives ou un lavage sous pression pour éliminer les débris ; le parage enzymatique emploie des agents enzymatiques pour dissoudre progressivement les tissus morts ; et le parage autolytique utilise des pansements occlusifs qui créent un milieu humide favorisant la dégradation naturelle des tissus nécrosés par le corps. Une méthode biologique de parage fait également appel à des larves stériles pour consommer les tissus morts sans affecter les tissus sains.
Le parage est particulièrement indiqué pour les plaies où la présence de tissu nécrotique ou infecté compromet le processus de cicatrisation. Cependant, dans certains cas, notamment en présence d’infections sévères ou chez des patients à risque de complications, le parage peut être contre-indiqué et nécessite une évaluation médicale approfondie.